# 梵提曼珍奇可樂

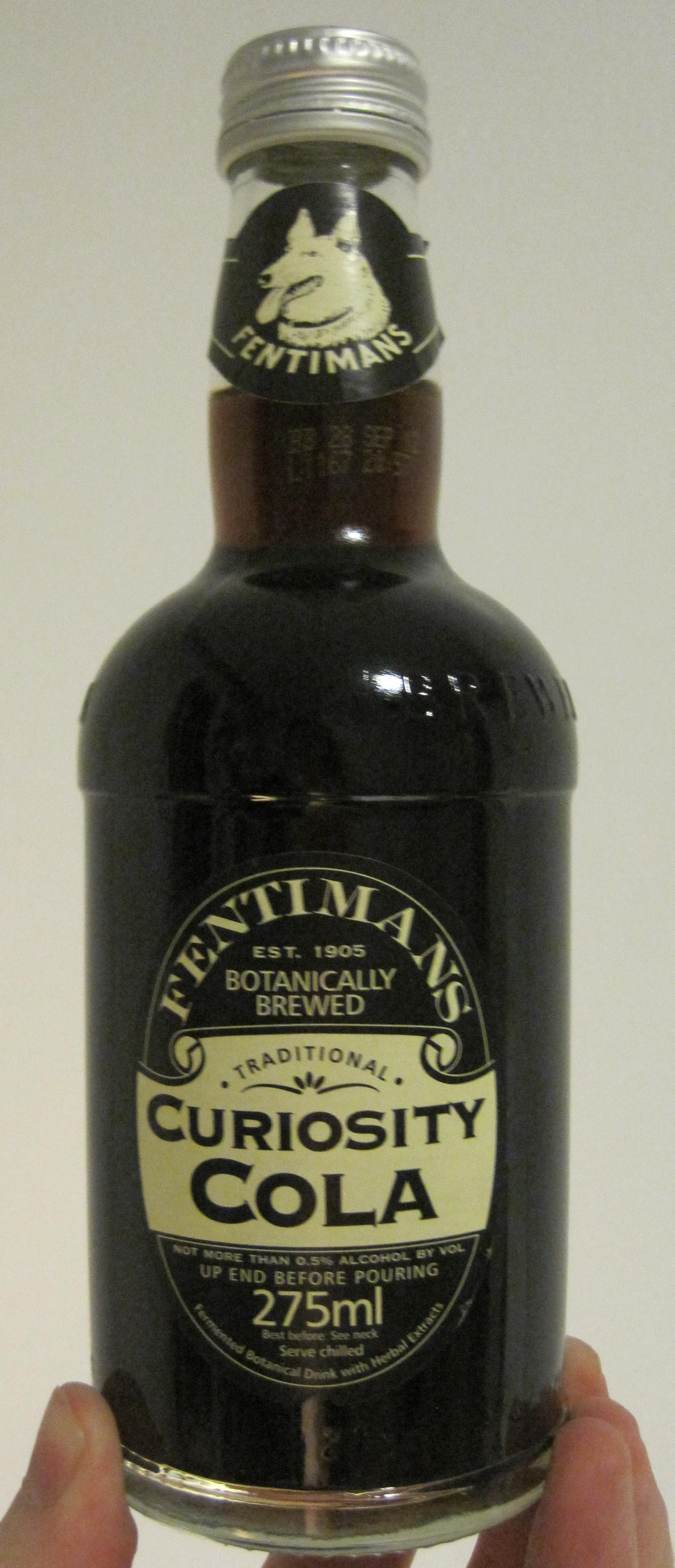
一瓶梵提曼珍奇可樂

梵提曼珍奇可樂（英語：Fentimans Curiosity Cola）是由英國酒廠梵提曼生產的碳酸軟性飲料。該產品中含有：碳酸水、發酵的薑根萃取物（薑根、葡萄糖漿、濃縮梨汁）、酵母、糖、咖啡因、香料、磷酸、焦糖。此外還含有0.5%的酒精成分，但由於含量過低，因此允許作為軟性飲料出售。

## 製作
湯瑪士·梵提曼 (Thomas Fentiman) 的配方如下：
磨碎生薑根後将其放入銅鍋中，然後用小火慢燉，之後加入水、天然香料、酵母、糖、香草，並將液體移到木桶中發酵。最後塞上軟木塞，並使其在一周內繼續發酵直到熟成。
另外梵提曼公司透過添加微碳酸的方式，來代替巴氏滅菌過程中耗損的二氧化碳。

## 食品資訊
100克珍奇可樂含有34大卡卡路里、不到1克的蛋白質、7.8 克碳水化合物。另外含有微量的鈉。

## 外部連結
- Fentimans 軟性飲料首頁 （页面存档备份，存于）